# Alphonse-Louis Leroy
Alphonse Leroy (Ruan, 23 de agosto de 1742 - 15 de enero de 1816, París) fue un médico francés.

## Biografía
Alphonse Louis Vincent Leroy, nacido en Ruan el 23 de agosto de 1742, primero se dedicó al estudio de las Leyes y quiso abrazar la profesión de abogado. La reputación, entonces enorme, del cirujano de su ciudad natal, Claude-Nicolas Lecat, le dio la idea de cultivar la medicina. Comenzó sus estudios médicos con éste, antes de terminarlos en París, y fue recibido como doctor-regente en 1768 y profesor en la Facultad de Medicina de París.
Se consagró especialmente a la parte de las ciencias médicas que trataba de las enfermedades de las mujeres y de los niños, causando mucho ruido con sus opiniones paradójicas con que pretendía sustituir los principios recibidos sobre la enseñanza del parto. Alphonse Leroy debió a varios trabajos publicados sobre varios asuntos, una elocución pura y fácil, y tal vez también a esta confianza en sí mismo, su admisión como maestro de partería en la escuela de salud de París.
Este médico se destacaba por la impaciencia, la exageración y la obstinación que aportaba en las discusiones queriendo imponer sus propios puntos de vista... equivocados. Según él, las sustancias animales, y en particular la carne, constituyen siempre el mejor alimento para niños pequeños. La vacuna encontró en él a uno de sus antagonistas más acérrimos. 
Ocupó la cátedra de partería en la Facultad de Medicina de París junto a Baudelocque. En la historia de la sinfisiotomía púbica, operación que ayudó a dar a conocer, Alphonse Leroy explotó en su provecho el entusiasmo con el cual se había acogido este descubrimiento y solo hizo públicas las ventajas y no los inconvenientes de una operación cuyo descubrimiento pertenecía enteramente a Sigault, pero que en cierto modo hizo suya, al haber sido el primero en practicarla bajo los ojos del inventor. Hubo, al respecto, vivas discusiones con varios de sus contemporáneos, entre otros Piett, Baudelocque y Lauverjat. Se opuso sin éxito a las prácticas de Angélique du Coudray, maestra partera.
Sus labores, a pesar de su prolijalidad, encierran sin embargo ingeniosas observaciones y hechos interesantes. Sostuvo las tesis de Étienne Bottineau sobre la nauscopia y pronunció su elogio fúnebre.
Leroy murió asesinado mientras dormía por un criado que había despedido unos días antes de su servicio. Fue inhumado en el cementerio de Saint-Sulpice de Vaugirard.

## Principales trabajos publicados
- Investigaciones sobre las vestimentas de las mujeres y de los niños o Examen de la manera en que se debe vestir a uno y otro sexo, París, 1772.
- La Práctica de los partos, París, 1776.
- Investigaciones históricas y prácticas sobre la sección de la sínfisis del pubis, París, 1778.
- Consulta médico-legal sobre la cuestión: el acercamiento de ciertas mujeres perjudica la fermentación de los licores? , París, 1780.
- Prueba sobre la historia natural del embarazo y del parto, París, 1787.
- De la nutrición y de su influencia sobre la forma y la fecundidad de los animales salvajes y domésticos, acompañado de una Memoria sobre la influencia de la luz sobre la economía animal, París : Impr. De Crapelet, en C.-F. Maradan, 1798, in-8°, 4-95 p.
- Lecciones sobre las pérdidas de sangre durante el embarazo, durante y después de los partos, abortos espontáneos, y sobre todas las hemorragias, París, 1803.
- Manual de los gotosos y de los reumáticos, París, 1803.
- Medicina materna, o el Arte de criar y preservar hijos, París, 1803.
- Manual de la sangría, 1807, in-8°.
- Sobre la conservación de las mujeres, París, 1811, in-8°.
- Sobre el contagio que reina sobre las vacas, sobre los bueyes y sobre el hombre, en algunas partes de Francia, de las causas de los contagios…, París : Janet y Cotelle, 1814, in-8°, IV-184 p.
- Contagio al hombre, a las vacas y los bueyes; sus medios preservativos y curativos; consideraciones sobre las enfermedades de los ejércitos; resumen de las ventajas de los mataderos en las grandes ciudades, París : Méquignon père, 1815, in-8°, o in-16, 15 p.